# Matúš Bero
Matúš Bero (Ilava, 6 settembre 1995) è un calciatore slovacco, centrocampista del Bochum e della nazionale slovacca.

## Caratteristiche tecniche
Mediano, può giocare anche come esterno destro.

## Carriera

### Club
Il 27 giugno 2023 si accasa ai tedeschi del Bochum.

### Nazionale
Dopo aver giocato numerose partite con le varie nazionali giovanili slovacche, nel 2016 ha esordito in nazionale maggiore.

## Statistiche

### Presenze e reti nei club
Statistiche aggiornate al 27 dicembre 2017.
| Stagione           | Squadra            | Campionato         | Campionato | Campionato | Coppe nazionali | Coppe nazionali | Coppe nazionali | Coppe continentali | Coppe continentali | Coppe continentali | Altre coppe | Altre coppe | Altre coppe | Totale | Totale |
| Stagione           | Squadra            | Comp               | Pres       | Reti       | Comp            | Pres            | Reti            | Comp               | Pres               | Reti               | Comp        | Pres        | Reti        | Pres   | Reti   |
| ------------------ | ------------------ | ------------------ | ---------- | ---------- | --------------- | --------------- | --------------- | ------------------ | ------------------ | ------------------ | ----------- | ----------- | ----------- | ------ | ------ |
| 2013-2014          | AS Trenčín         | SL                 | 26         | 3          | CS              | 0               | 0               | UEL                | 1                  | 0                  | -           | -           | -           | 27     | 3      |
| 2014-2015          | AS Trenčín         | SL                 | 18         | 5          | CS              | 5               | 0               | UEL                | 0                  | 0                  | -           | -           | -           | 23     | 5      |
| 2015-2016          | AS Trenčín         | SL                 | 30         | 15         | CS              | 5               | 1               | UCL                | 2                  | 1                  | -           | -           | -           | 37     | 17     |
| lug.-ago. 2016     | AS Trenčín         | SL                 | 3          | 0          | CS              | -               | -               | UCL                | 4                  | 1                  | -           | -           | -           | 7      | 1      |
| Totale AS Trenčín  | Totale AS Trenčín  | Totale AS Trenčín  | 77         | 23         |                 | 10              | 1               |                    | 7                  | 2                  |             | -           | -           | 94     | 26     |
| ago. 2016-2017     | Trabzonspor        | SL                 | 23         | 2          | CT              | 2               | 0               | -                  | -                  | -                  | -           | -           | -           | 25     | 2      |
| 2017-2018          | Trabzonspor        | SL                 | 15         | 1          | CT              | 4               | 0               | -                  | -                  | -                  | -           | -           | -           | 19     | 1      |
| Totale Trabzonspor | Totale Trabzonspor | Totale Trabzonspor | 38         | 3          |                 | 6               | 0               |                    | -                  | -                  |             | -           | -           | 44     | 3      |
| 2018-2019          | Vitesse            | ED                 | 32         | 9          | CO              | 3               | 1               | UEL                | 3                  | 0                  | -           | -           | -           | 38     | 10     |
| 2019-2020          | Vitesse            | ED                 | 22         | 3          | CO              | 4               | 0               | -                  | -                  | -                  | -           | -           | -           | 26     | 3      |
| 2020-2021          | Vitesse            | ED                 | 27         | 2          | CO              | 4               | 1               | -                  | -                  | -                  | -           | -           | -           | 31     | 3      |
| 2021-2022          | Vitesse            | ED                 | 31         | 1          | CO              | 2               | 0               | UECL               | 12                 | 4                  | -           | -           | -           | 45     | 5      |
| 2022-2023          | Vitesse            | ED                 | 31         | 5          | CO              | 1               | 0               | -                  | -                  | -                  | -           | -           | -           | 32     | 5      |
| Totale Vitesse     | Totale Vitesse     | Totale Vitesse     | 143        | 20         |                 | 14              | 2               |                    | 15                 | 4                  |             | -           | -           | 172    | 26     |
| 2023-2024          | Bochum             | BL                 | 26         | 1          | CG              | 1               | 0               | -                  | -                  | -                  | -           | -           | -           | 27     | 1      |
| 2024-2025          | Bochum             | BL                 | 23         | 4          | CG              | 1               | 0               | -                  | -                  | -                  | -           | -           | -           | 24     | 4      |
| Totale Bochum      | Totale Bochum      | Totale Bochum      | 49         | 5          |                 | 2               | 0               |                    | -                  | -                  |             | -           | -           | 51     | 5      |
| Totale carriera    | Totale carriera    | Totale carriera    | 307        | 51         |                 | 32              | 3               |                    | 22                 | 6                  |             | -           | -           | 361    | 60     |

### Cronologia presenze e reti in nazionale
| Cronologia completa delle presenze e delle reti in nazionale ― Slovacchia | Cronologia completa delle presenze e delle reti in nazionale ― Slovacchia | Cronologia completa delle presenze e delle reti in nazionale ― Slovacchia | Cronologia completa delle presenze e delle reti in nazionale ― Slovacchia | Cronologia completa delle presenze e delle reti in nazionale ― Slovacchia | Cronologia completa delle presenze e delle reti in nazionale ― Slovacchia | Cronologia completa delle presenze e delle reti in nazionale ― Slovacchia | Cronologia completa delle presenze e delle reti in nazionale ― Slovacchia |
| Data                                                                      | Città                                                                     | In casa                                                                   | Risultato                                                                 | Ospiti                                                                    | Competizione                                                              | Reti                                                                      | Note                                                                      |
| ------------------------------------------------------------------------- | ------------------------------------------------------------------------- | ------------------------------------------------------------------------- | ------------------------------------------------------------------------- | ------------------------------------------------------------------------- | ------------------------------------------------------------------------- | ------------------------------------------------------------------------- | ------------------------------------------------------------------------- |
| 27-5-2016                                                                 | Wels                                                                      | Georgia                                                                   | 1 – 3                                                                     | Slovacchia                                                                | Amichevole                                                                | -                                                                         | 79’                                                                       |
| 11-11-2016                                                                | Trnava                                                                    | Slovacchia                                                                | 4 – 0                                                                     | Lituania                                                                  | Qual. Mondiali 2018                                                       | -                                                                         | 90’                                                                       |
| 15-11-2016                                                                | Vienna                                                                    | Austria                                                                   | 0 – 0                                                                     | Slovacchia                                                                | Amichevole                                                                | -                                                                         |                                                                           |
| 10-11-2017                                                                | Leopoli                                                                   | Ucraina                                                                   | 2 – 1                                                                     | Slovacchia                                                                | Amichevole                                                                | -                                                                         | 64’                                                                       |
| 14-11-2017                                                                | Trnava                                                                    | Slovacchia                                                                | 1 – 0                                                                     | Norvegia                                                                  | Amichevole                                                                | -                                                                         | 74’                                                                       |
| 16-10-2018                                                                | Stoccolma                                                                 | Svezia                                                                    | 1 – 1                                                                     | Slovacchia                                                                | Amichevole                                                                | -                                                                         | 66’                                                                       |
| 16-11-2018                                                                | Trnava                                                                    | Slovacchia                                                                | 4 – 1                                                                     | Ucraina                                                                   | UEFA Nations League 2018-2019 - 1º Turno                                  | -                                                                         | 30’                                                                       |
| 19-11-2018                                                                | Praga                                                                     | Rep. Ceca                                                                 | 1 – 0                                                                     | Slovacchia                                                                | UEFA Nations League 2018-2019 - 1º Turno                                  | -                                                                         |                                                                           |
| 7-6-2019                                                                  | Trnava                                                                    | Slovacchia                                                                | 5 – 1                                                                     | Giordania                                                                 | Amichevole                                                                | -                                                                         | 61’                                                                       |
| 13-10-2019                                                                | Bratislava                                                                | Slovacchia                                                                | 1 – 1                                                                     | Paraguay                                                                  | Amichevole                                                                | -                                                                         | 45’                                                                       |
| 19-11-2019                                                                | Trnava                                                                    | Slovacchia                                                                | 2 – 0                                                                     | Azerbaigian                                                               | Qual. Euro 2020                                                           | -                                                                         |                                                                           |
| 7-9-2020                                                                  | Netanya                                                                   | Israele                                                                   | 1 – 1                                                                     | Slovacchia                                                                | UEFA Nations League 2020-2021 - 1º Turno                                  | -                                                                         | 80’                                                                       |
| 11-10-2020                                                                | Glasgow                                                                   | Scozia                                                                    | 1 – 0                                                                     | Slovacchia                                                                | UEFA Nations League 2020-2021 - 1º Turno                                  | -                                                                         | 22’                                                                       |
| 24-3-2021                                                                 | Nicosia                                                                   | Cipro                                                                     | 0 – 0                                                                     | Slovacchia                                                                | Qual. Mondiali 2022                                                       | -                                                                         | 78’                                                                       |
| 1-6-2021                                                                  | Ried im Innkreis                                                          | Slovacchia                                                                | 1 – 1                                                                     | Bulgaria                                                                  | Amichevole                                                                | -                                                                         | 72’                                                                       |
| 11-10-2021                                                                | Osijek                                                                    | Croazia                                                                   | 2 – 2                                                                     | Slovacchia                                                                | Qual. Mondiali 2022                                                       | -                                                                         | 41’                                                                       |
| 11-11-2021                                                                | Trnava                                                                    | Slovacchia                                                                | 2 – 2                                                                     | Croazia                                                                   | Qual. Mondiali 2022                                                       | -                                                                         | 71’                                                                       |
| 25-3-2022                                                                 | Oslo                                                                      | Norvegia                                                                  | 2 – 0                                                                     | Slovacchia                                                                | Amichevole                                                                | -                                                                         | 67’                                                                       |
| 29-3-2022                                                                 | Murcia                                                                    | Finlandia                                                                 | 0 – 2                                                                     | Slovacchia                                                                | Amichevole                                                                | -                                                                         | 57’ 67’                                                                   |
| 10-6-2022                                                                 | Baku                                                                      | Azerbaigian                                                               | 0 – 1                                                                     | Slovacchia                                                                | UEFA Nations League 2022-2023 - 1º Turno                                  | -                                                                         | 75’ 90’                                                                   |
| 13-6-2022                                                                 | Baku                                                                      | Kazakistan                                                                | 2 – 1                                                                     | Slovacchia                                                                | UEFA Nations League 2022-2023 - 1º Turno                                  | 1                                                                         | 82’                                                                       |
| 22-9-2022                                                                 | Trnava                                                                    | Slovacchia                                                                | 1 – 2                                                                     | Azerbaigian                                                               | UEFA Nations League 2022-2023 - 1º Turno                                  | -                                                                         | 83’                                                                       |
| 25-9-2022                                                                 | Bačka Topola                                                              | Slovacchia                                                                | 1 – 1                                                                     | Bielorussia                                                               | UEFA Nations League 2022-2023 - 1º Turno                                  | -                                                                         | 74’                                                                       |
| 17-11-2022                                                                | Podgorica                                                                 | Montenegro                                                                | 2 – 2                                                                     | Slovacchia                                                                | Amichevole                                                                | -                                                                         | 84’                                                                       |
| 20-11-2022                                                                | Bratislava                                                                | Slovacchia                                                                | 0 – 0                                                                     | Cile                                                                      | Amichevole                                                                | -                                                                         | 70’                                                                       |
| 26-3-2023                                                                 | Bratislava                                                                | Slovacchia                                                                | 2 – 0                                                                     | Bosnia ed Erzegovina                                                      | Qual. Euro 2024                                                           | -                                                                         | 90’                                                                       |
| 17-6-2023                                                                 | Reykjavík                                                                 | Islanda                                                                   | 1 – 2                                                                     | Slovacchia                                                                | Qual. Euro 2024                                                           | -                                                                         | 81’                                                                       |
| 20-6-2023                                                                 | Vaduz                                                                     | Liechtenstein                                                             | 0 – 1                                                                     | Slovacchia                                                                | Qual. Euro 2024                                                           | -                                                                         | 77’                                                                       |
| 11-9-2023                                                                 | Bratislava                                                                | Slovacchia                                                                | 3 – 0                                                                     | Liechtenstein                                                             | Qual. Euro 2024                                                           | -                                                                         | 77’                                                                       |
| 9-6-2024                                                                  | Trnava                                                                    | Slovacchia                                                                | 4 – 0                                                                     | Galles                                                                    | Amichevole                                                                | -                                                                         | 82’ 84’                                                                   |
| 26-6-2024                                                                 | Francoforte sul Meno                                                      | Slovacchia                                                                | 1 – 1                                                                     | Romania                                                                   | Euro 2024 - 1º turno                                                      | -                                                                         | 90+2’                                                                     |
| 30-6-2024                                                                 | Gelsenkirchen                                                             | Inghilterra                                                               | 2 – 1 dts                                                                 | Slovacchia                                                                | Euro 2024 - Ottavi di finale                                              | -                                                                         | 81’                                                                       |
| 5-9-2024                                                                  | Tallinn                                                                   | Estonia                                                                   | 0 – 1                                                                     | Slovacchia                                                                | UEFA Nations League 2024-2025 - 1º turno                                  | -                                                                         | 83’                                                                       |
| 11-10-2024                                                                | Bratislava                                                                | Slovacchia                                                                | 2 – 2                                                                     | Svezia                                                                    | UEFA Nations League 2024-2025 - 1º turno                                  | -                                                                         | 76’                                                                       |
| 16-11-2024                                                                | Solna                                                                     | Svezia                                                                    | 2 – 1                                                                     | Slovacchia                                                                | UEFA Nations League 2024-2025 - 1º turno                                  | -                                                                         | 57’ 60’                                                                   |
| 19-11-2024                                                                | Bratislava                                                                | Slovacchia                                                                | 1 – 0                                                                     | Estonia                                                                   | UEFA Nations League 2024-2025 - 1º turno                                  | -                                                                         |                                                                           |
| 20-3-2025                                                                 | Bratislava                                                                | Slovacchia                                                                | 0 – 0                                                                     | Slovenia                                                                  | UEFA Nations League 2024-2025 - Play-off                                  | -                                                                         |                                                                           |
| 23-3-2025                                                                 | Lubiana                                                                   | Slovenia                                                                  | 1 – 0 dts                                                                 | Slovacchia                                                                | UEFA Nations League 2024-2025 - Play-off                                  | -                                                                         | 106’                                                                      |
| 7-6-2025                                                                  | Candia                                                                    | Grecia                                                                    | 4 – 1                                                                     | Slovacchia                                                                | Amichevole                                                                | -                                                                         | 89’                                                                       |
| 10-6-2025                                                                 | Debrecen                                                                  | Israele                                                                   | 1 – 0                                                                     | Slovacchia                                                                | Amichevole                                                                | -                                                                         | 90+1’                                                                     |
| Totale                                                                    |                                                                           | Presenze                                                                  | 40                                                                        |                                                                           | Reti                                                                      | 1                                                                         |                                                                           |

## Palmarès

### Club

#### Competizioni nazionali
- Campionato slovacco: 2

AS Trencin: 2014-2015, 2015-2016
- Coppa di Slovacchia: 2

AS Trencin: 2014-2015, 2015-2016